# Bethwell Birgen
Bethwell Birgen (ur. 6 sierpnia 1988) – kenijski lekkoatleta specjalizujący się w biegach średnich.
Brązowy medalista halowego czempionatu z Birmingham (2018).

## Osiągnięcia
| Rok  | Impreza                   | Miejsce    | Konkurencja         | Lokata     | Wynik   |
| ---- | ------------------------- | ---------- | ------------------- | ---------- | ------- |
| 2012 | Halowe mistrzostwa świata | Stambuł    | Bieg na 1500 metrów | Eliminacje | 3:42,72 |
| 2013 | Mistrzostwa świata        | Moskwa     | Bieg na 1500 metrów | Półfinał   | 3:37,34 |
| 2014 | Halowe mistrzostwa świata | Sopot      | Bieg na 1500 metrów | 8. miejsce | 3:40,66 |
| 2016 | Halowe mistrzostwa świata | Portland   | Bieg na 1500 metrów | Eliminacje | 3:49,35 |
| 2018 | Halowe mistrzostwa świata | Birmingham | Bieg na 3000 metrów | 3. miejsce | 8:15,70 |

## Rekordy życiowe
Stadion
- Bieg na 800 metrów – 1:48,32 (3 maja 2011, Stretford)
- Bieg na 1500 metrów – 3:30,77 (19 lipca 2013, Monako)
- Bieg na milę – 3:50,42 (1 czerwca 2013, Eugene)
- Bieg na 3000 metrów – 7:32,48 (27 sierpnia 2016, Paryż)
- Bieg na 5000 metrów – 13:04,66 (22 maja 2016, Hengelo)
- Bieg na 5 kilometrów – 13:18 (14 lutego 2021, Monako)
- Sztafeta 4 × 1500 metrów – 14:44,31 (4 września 2009, Bruksela)

Hala
- Bieg na 1000 metrów – 2:19,03 (22 lutego 2011, Sztokholm)
- Bieg na 1500 metrów – 3:34,62 (19 lutego 2015, Sztokholm)
- Bieg na milę – 3:54,82 (26 stycznia 2019, Boston)
- Bieg na 3000 metrów – 7:34,12 (29 stycznia 2021, Karlsruhe)